# もっと強く
「もっと強く」（もっとつよく）は、EXILEの楽曲。2010年9月15日にrhythm zoneから通算34枚目のシングルとして発売。

## 概要
前作『FANTASY』から3カ月ぶりのシングル。デビュー9周年を迎え、活動10年目に突入することを記念したシングルで、2カ月連続リリースの第1弾。「CD+DVD」「CDのみ」の2形態で発売。初回仕様がスリーブケース仕様となっている。
オリコン週間シングルランキングでは31枚目のシングル『THE HURRICANE 〜FIREWORKS〜』以来、通算9作目の首位獲得となった。
「もっと強く」は、2014年1月に100万ダウンロードを記録し、日本レコード協会からミリオン認定された。

## 収録曲

### CD
1. もっと強く（Vocal：ATSUSHI, TAKAHIRO）[7:13]
作詞：ATSUSHI / 作曲・編曲：華原大輔
  - 映画『THE LAST MESSAGE 海猿』主題歌[14]
2. もっと強く -映画 Version- [6:37]
  - 表題曲の映画バージョン。
3. もっと強く -Acoustic Guitar Version- [4:49]
  - 表題曲をアコースティック・ギターで演奏した音源。演奏は押尾コータロー[16]。
4. もっと強く (Instrumental)

### DVD
※CD+DVDのみ
1. もっと強く (Video Clip)

## カバー

### EXILE TAKAHIRO×ハラミちゃんによるカバー
「もっと強く - From THE FIRST TAKE」は、EXILE TAKAHIRO×ハラミちゃんの楽曲。配信限定シングルとして2021年6月18日にリリースされた。
本曲は、2021年5月5日に出演したYouTubeチャンネル『THE FIRST TAKE』の歌唱音源である。